# Melanargia semicaeca
Melanargia semicaeca är en fjärilsart som beskrevs av Hermann Stauder 1914. Melanargia semicaeca ingår i släktet Melanargia och familjen praktfjärilar. Inga underarter finns listade i Catalogue of Life.